# Vajdácska
Vajdácska là một thị trấn thuộc hạt Borsod-Abaúj-Zemplén, Hungary. Thị trấn này có diện tích 22,78 km², dân số năm 2010 là 1339 người, mật độ 59 người/km².